# Куклювка-Радзейовіцька
Куклювка-Радзейовіцька (пол. Kuklówka Radziejowicka) — село в Польщі, у гміні Радзейовиці Жирардовського повіту Мазовецького воєводства.
Населення — 132 особи (2011).
У 1975-1998 роках село належало до Скерневицького воєводства.

## Демографія
Демографічна структура станом на 31 березня 2011 року:
|          | Загалом | Допрацездатний вік | Працездатний вік | Постпрацездатний вік |
| -------- | ------- | ------------------ | ---------------- | -------------------- |
| Чоловіки | 61      | 11                 | 43               | 7                    |
| Жінки    | 71      | 6                  | 47               | 18                   |
| Разом    | 132     | 17                 | 90               | 25                   |